# Mongan
Mongan – postać z mitologii celtyckiej, syn boga morza Manannana.
Według iryjskiej legendy został spłodzony w podobny sposób jak król Artur, przez Utera, któremu Merlin pomógł swoimi czarami przybrać postać męża Igerny, Gorloisa. W tej legendzie, Manannan wcielił się w króla Ulsteru, aby móc wejść do łoża jego pięknej żony, po czym gdy Monagan skończył trzy dni ojciec zabrał go do swojego królestwa w zaświatach, Ziemi Obiecanej, gdzie przebywał do czasu osiągnięcia dorosłości. Według niektórych podań powrócił później do Irlandii w nowym wcieleniu jako Finn MacCool. W innej wersji zachował swoją pierwotną tożsamość. W mitach podkreślana jest jego zdolność do zmiany postaci, która pomagała mu w rozwiązywaniu problemów. Jego magiczna zdolność zmiany kształtu były niezwykle przydatne przy odnalezieniu zaginionej żony Dubh Lacha. Zdolność tę odziedziczył po swoim ojcu.